# Лувумбу, Зиту
Зиту Андре Себастиан Лувумбу (порт. Zito André Sebastião Luvumbo; родился 9 марта 2002) — ангольский футболист, вингер итальянского клуба «Кальяри» и национальной сборной Анголы.

## Клубная карьера
Лувумбу начал футбольную карьеру в ангольском клубе «Примейру ди Агошту». В феврале 2019 года проходил просмотр в английском клубе «Манчестер Юнайтед». 23 сентября 2020 года перешёл в «Кальяри», подписав с итальянским клубом контракт до 2025 года.

## Карьера в сборной
Играл за сборную Анголы до 17 лет. В августе 2019 года получил вызов в главную сборную Анголы. 6 сентября 2019 года дебютировал в составе первой сборной Анголы в матче  против Гамбии.